# Pseudagrion sudanicum
Pseudagrion sudanicum là một loài chuồn chuồn kim thuộc họ Coenagrionidae. Loài này có ở Botswana, Cộng hòa Dân chủ Congo, Gambia, Ghana, Malawi, Mozambique, Namibia, Nigeria, Nam Phi, Sudan, Uganda, Zambia, và Zimbabwe. Môi trường sống tự nhiên của chúng là sông có nước theo mùa và đầm nước ngọt.